# Vorpahavak
Le Vorpahavak (arménien : Որբահաւաք, littéralement « recueil des orphelins ») est l'effort initié à partir de 1918 par le Patriarcat arménien de Constantinople visant à récupérer au sein des foyers musulmans les femmes et enfants arméniens ayant été enlevés et convertis de force lors du génocide arménien.

## Historique

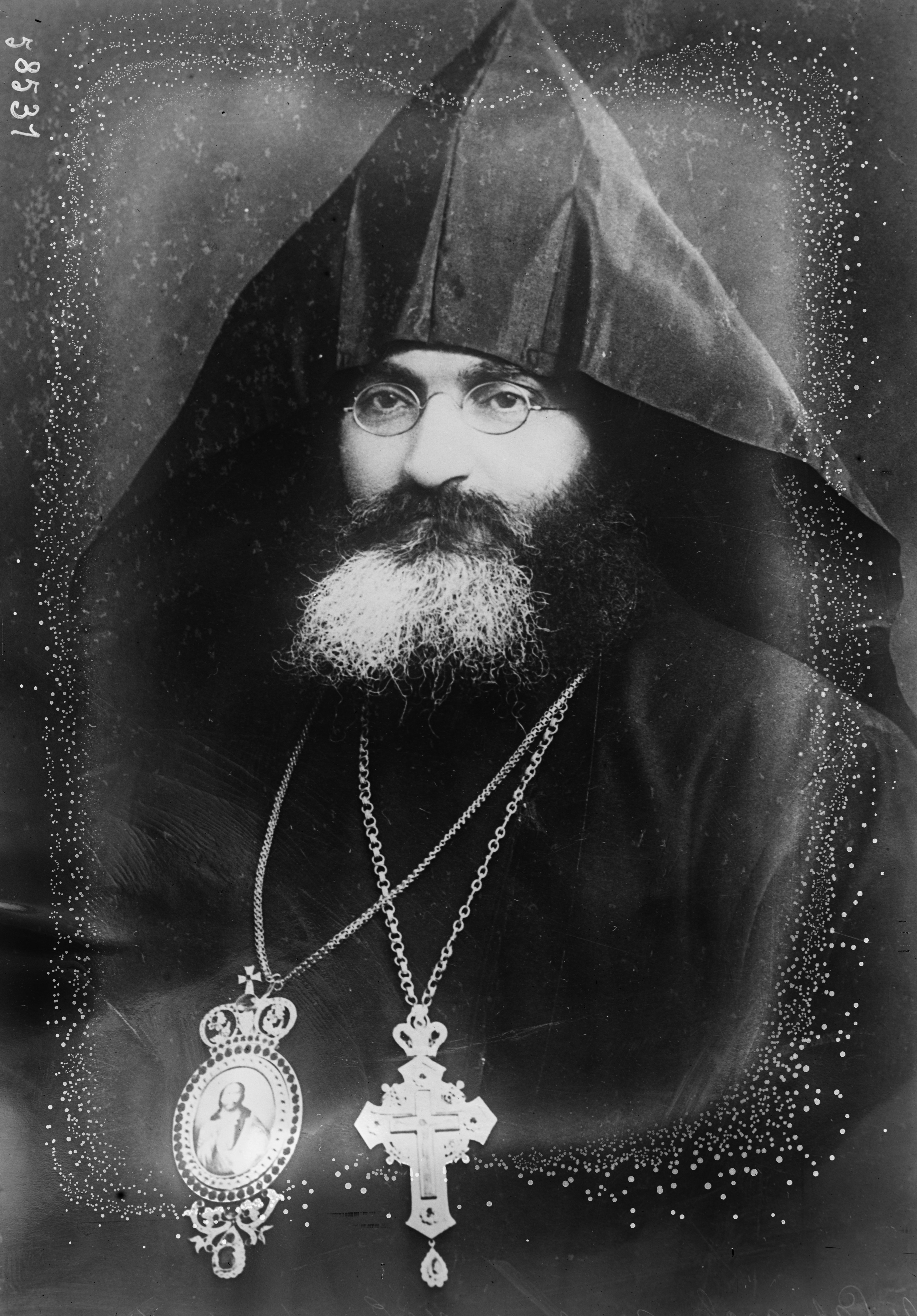
Le patriarche arménien de Constantinople Zaven Ier Der Eghiayan en 1920.

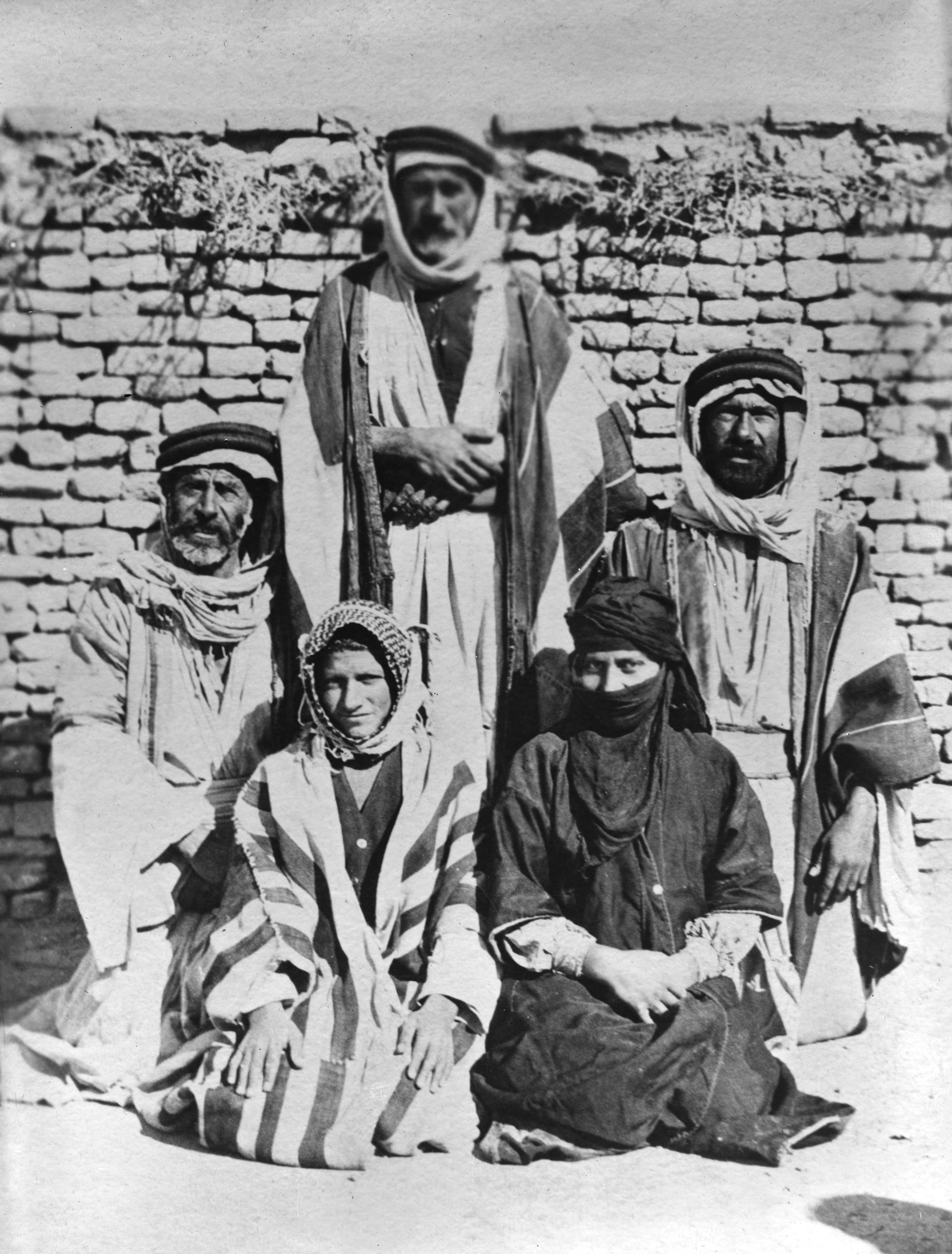
Femmes arméniennes sauvées d'une famille arabe (1915-1920).

Durant la Première Guerre mondiale, le Comité union et progrès des Jeunes-Turcs, alors au pouvoir dans l'Empire ottoman, met en œuvre le génocide arménien, qui voit la quasi-éradication des Arméniens ottomans avec pour objectif d'obtenir l'homogénéité ethnique et religieuse de l'Empire. Outre les massacres et déportations de sa population arménienne, les autorités ottomanes encouragent ouvertement l'intégration de nombreux enfants et femmes arméniens au sein de foyers musulmans (turcs, kurdes, arabes, circassiens…). Cette intégration signifie leur conversion forcée à l'islam, ainsi que leur changement de nom et de langue. De plus, de nombreux orphelins arméniens recueillis par des orphelinats musulmans sont convertis à l'islam.
L'armistice de Moudros (30 octobre 1918) signe la défaite de l'Empire ottoman et met fin à la guerre au Moyen-Orient. Une des clauses de l'armistice stipule la libération des prisonniers de guerre ottomans, ce que les autorités arméniennes stambouliotes ayant survécu au génocide interprètent comme la libération de ces femmes et enfants enlevés à leur communauté. Le patriarche arménien de Constantinople Zaven Ier Der Eghiayan, de retour dans la capitale ottomane peu après l'armistice, s'attèle presque immédiatement à la libération de ces femmes et enfants. C'est ainsi que naît le Vorpahavak, véritable campagne de recueillement et de libération. Cet effort avait déjà commencé dès fin 1917, de manière locale et non officielle, dans les régions libérées par les Britanniques dans le Sinaï, la Palestine, la Syrie et l'Irak,.
À Constantinople, alors sous occupation de l'Entente, le Vorpahavak est source d'importantes tensions entre les autorités arméniennes de Constantinople et le gouvernement ottoman, notamment car les familles musulmanes au sein desquelles les agents du Vorpahavak viennent libérer femmes et enfants proclament leur bonne foi. De chaque côté, on accuse alors l'autre d'enlèvement et de conversion forcée.
Ces tensions atteignent une telle ampleur que les Britanniques proposent la mise en place de « maisons neutres » (չեզոք տուներ, chezok douner) où l'identité des orphelins à l'origine incertaine pourra être déterminée dans de bonnes conditions. On peut par exemple prendre le cas de la maison neutre de Şişli, confiée à la militante Zarouhi Bahri par le patriarche lui-même,. Mais, comme d'autres, elle reçoit des menaces de mort du fait de son travail.
D'autres organisations arméniennes participent de ce mouvement, comme la Croix-Rouge arménienne : ainsi, l'hôpital de l'organisation situé dans le quartier de Şişli et en partie géré par l'écrivaine Zarouhi Kalemkearian, comporte une maternité chargée de prendre en charge les femmes arméniennes rescapées enceintes d'un homme musulman.
Les autorités patriarcales arméniennes finissent par décider qu'avoir une mère arménienne suffit pour qu'un enfant soit un Arménien à part entière, indépendamment de l'origine de son père, afin que l'orphelin puisse être placé dans un orphelinat arménien. Cela permet aussi de rassurer un certain nombre de femmes violées qui ne veulent pas abandonner leur enfant.
Si la mise en orphelinat est une solution souvent adoptée par les agents du Vorpahavak, ceux-ci préfèrent placer les orphelins dans des familles adoptives arméniennes et permettre le mariage des jeunes femmes enlevées à des hommes arméniens. En effet, comme le note l'historienne Lerna Ekmekçioğlu, « cela représentait une solution idéale : les Arméniens retrouvaient alors ce que les Turcs leur avaient pris, et mettaient les filles et femmes au service de la reproduction de l'arménité ». L'Association des dames arméniennes, qui collabore à l'action du Vorpahavak, encourage aussi le mariage entre femmes arméniennes sauvées avec des hommes arméniens, notamment dans les colonnes de son périodique Haï Guine. Ces mariages ont parfois lieu au sein même des maisons neutres et sont célébrés par le patriarche lui-même, comme le rapporte Yévprimé Avédissian.
La campagne du Vorpahavak voit une forte implication des féministes arméniennes car elle leur permet d'agir concrètement en faveur du peuple arménien et d'avoir un rôle allant au-delà du rôle traditionnellement dévolu aux femmes. Mais, selon Lerna Ekmekçioğlu, quand elles ont eu à choisir, c'est en définitive leur arménité qui l'emporte sur leur volonté d'émancipation en tant que femmes, ce qu'elles regrettent parfois plus tard dans leurs Mémoires.
Le Vorpahavak semble prendre fin avec la victoire des kémalistes à l'issue de la guerre d'indépendance turque en octobre 1922.

## Résultats et limites
Selon les Mémoires du patriarche arménien, la campagne du Vorpahavak permet, entre fin 1918 et fin 1922, de récupérer 3 000 des 5 000 femmes et enfants enlevés lors du génocide.
Mais cette campagne comporte un certain nombre de limites. Ainsi, il semblerait que des orphelins aient été « arménianisés » par erreur. De plus, certaines femmes refusent d'être « sauvées » de leur nouveau foyer. Lors de la victoire des kémalistes, le représentant du nouveau gouvernement, Refet Pacha, demande au Patriarcat arménien le retour des orphelins musulmans récupérés par les Arméniens. Les autorités turques inspectent les orphelinats arméniens et ne trouvent seulement quinze enfants.
Concernant les femmes arméniennes violées souhaitant avorter, les autorités arméniennes leur refusent l'avortement. Ainsi, une femme sous la supervision de Zarouhi Kalemkearian finit par se suicider quelques heures après avoir donné naissance à un garçon car on l'avait empêché de mettre un terme à sa grossesse. Des mesures sont prises pour éviter les avortements clandestins. De fait, nombreuses sont les femmes arméniennes qui, après avoir vécu des violences sexuelles, refusent de garder les enfants de ces unions non désirées et de participer à ce mouvement de renaissance nationale qui nécessite une fécondité élevée destinée à surmonter les pertes du génocide. Comme le note Lerna Ekmekçioğlu, « Les pratiques du Vorpahavak étaient souvent anti-progressistes car elles donnaient la priorité à la survie du groupe plutôt qu'à la liberté de choix et à la liberté individuelle » (« Vorpahavak practices were frequently illiberal in the sense that they prioritized group maintenance over individual freedom and choice »), et donc anti-féministes.